# Eyeless in Gaza (groupe)
Pour les articles homonymes, voir Eyeless in Gaza.
Eyeless in Gaza est un groupe de rock britannique, originaire de Nuneaton, dans le Warwickshire, en Angleterre.

## Biographie
Eyeless in Gaza est formé en 1980 par le chanteur Martyn Bates et le musicien Peter Becker. Le nom du groupe est emprunté au roman La Paix des profondeurs (titre original : Eyeless in Gaza) d'Aldous Huxley,. Ils réalisent deux EP, puis les albums Photographs as Memories et Caught in Flux, édités en 1981 par le label indépendant Cherry Red. Le duo se sépare en 1987. Martyn Bates continue sa carrière en solo, alors que Peter Becker rejoint le groupe In Embrace.
Le groupe se met temporairement en pause après le mariage de Becker et se délocalise en Espagne, tandis que Bates (à cette période marié à sa compagne de longue date et collaboratrice du groupe Elizabeth S.) se concentre sur une carrière en solo,,. En 1990, Bates et Becker collaborent avec Anne Clark sur son album The Law is an Anagram of Wealth. En 1991, Bates forme Hungry I avec le batteur Steve Dullahan,.
Ils reviennent en 1993 (avec Elizabeth S. comme membre à temps plein) pour l'album Fabulous Library et jouent occasionnellement en duo ou en trio. Bates enregistre aussi entre 1994 et 1998 avec M.J. Harris (Napalm Death/Scorn) sous le nom de Drift, et au début des années 2000 avec le claviériste Alan Trench dans Twelve Thousand Days.
En 2014, leurs premiers disques, sortis entre 1981 et 1982, sont réédités par Cherry Red dans un coffret comprenant des titres inédits. En 2016, la compilation double CD Picture the Day: A Career Retrospective 1981–2016 et le huitième album d'Eyeless in Gaza, Sun Blues, sont publiés. Ce dernier reçoit une note de 4 sut 5 du magazine Mojo.

## Style musical
Formé durant l'époque post-punk, Eyeless in Gaza s'inspire également de la musique folk,.

## Discographie

### Albums studio
- 1981 : Photographs as Memories (Cherry Red)
- 1981 : Caught in Flux (Cherry Red)
- 1982 : Pale Hands I Loved So Well (Uniton)
- 1982 : Drumming the Beating Heart (Cherry Red)
- 1983 : Rust Red September (Cherry Red)
- 1986 : Back from the Rains (Cherry Red)
- 1993 : Fabulous Library (Orchid)
- 1994 : Saw You in Reminding Pictures (Hive-Arc)
- 1995 : Bitter Apples (A-Scale)
- 1996 : All Under the Leaves, the Leaves of Life (A-Scale)
- 1999 : Song of the Beautiful Wanton (Soleilmoon)
- 2006 : Summer Salt & Subway Sun (A-Scale)
- 2010 : Answer Song & Dance (A-Scale)
- 2011 : Everyone Feels Like a Stranger (A-Scale)
- 2014 : Mania Sour (A-Scale)

### Compilations
- 1987 : Kodak Ghosts Run Amok (Chronological Singles, etc., 1980-86) (Cherry Red)
- 1990 : Transience Blues (Integrity)
- 1992 : Orange Ice & Wax Crayons (Monotype Records)
- 1992 : Plague of Years (Sub Rosa)
- 2002 : Sixth Sense – The Singles Collection (Cherry Red)
- 2005 : No Noise – The Very Best of Eyeless In Gaza (Cherry Red)